# Fit (album)
Fit (zapis stylizowany: FIT) – czwarty album studyjny polskiego rapera Tymka. Wydawnictwo ukazało się 20 marca 2020 roku nakładem My Music i Fresh N Dope. Album charakteryzuje się licznymi współpracami z innymi raperami; na płycie znaleźli się m.in. Tede, Kizo, Szpaku, Deys, Wac Toja i PlanBe. 

## Lista utworów
| Edycja digital | Edycja digital                                     | Edycja digital                                | Edycja digital                               | Edycja digital |
| Nr             | Tytuł utworu                                       | Tekst                                         | Produkcja                                    | Długość        |
| -------------- | -------------------------------------------------- | --------------------------------------------- | -------------------------------------------- | -------------- |
| 1.             | „Rainman” (gościnnie Tede i Trill Pem)             | Tymoteusz Bucki · Jacek Graniecki · Trill Pem | 2K · Michał Graczyk                          | 3:45           |
| 2.             | „JestemTymek”                                      | Bucki                                         | FANTØM · Michał Graczyk                      | 2:24           |
| 3.             | „Radość” (gościnnie Nabo Nassib Fonabo)            | Bucki · Nabo Nassib Fonabo                    | Hubi · Michał Graczyk                        | 3:06           |
| 4.             | „Kłapią gębą” (gościnnie FLEXLIKEKEV i Qry)        | Bucki · FLEXLIKEKEV · Qry                     | FANTØM · Michał Graczyk                      | 3:57           |
| 5.             | „Wokół cieni” (gościnnie Wac Toja i Oki)           | Bucki · Wacław Osiecki · Oskar Kamiński       | FANTØM · Michał Graczyk                      | 3:17           |
| 6.             | „Diamentowe serca” (gościnnie Stamir i Kizo)       | Bucki · Stamir · Patryk Woziński              | 2K · Michał Graczyk                          | 3:56           |
| 7.             | „Dziwoląg” (gościnnie Holak)                       | Bucki · Mateusz Holak                         | Augustyn · Michał Graczyk                    | 3:20           |
| 8.             | „Jednym wózkiem”                                   | Bucki                                         | Przemysław Popławski · Lema · Michał Graczyk | 1:44           |
| 9.             | „Anioły i demony” (gościnnie Big Scythe i Deys)    | Bucki · Big Scythe · Dawid Czerwiak           | FANTØM · Michał Graczyk                      | 3:30           |
| 10.            | „Milion” (gościnnie PlanBe i Oki)                  | Bucki · Bartosz Krupa · Kamiński              | 2K · Michał Graczyk                          | 3:15           |
| 11.            | „Ciągle w trasie” (gościnnie Wac Toja i Trill Pem) | Bucki · Osiecki · Trill Pem                   | 2latefor · Michał Graczyk                    | 3:02           |
| 12.            | „Nieśmiertelność” (gościnnie Bonson)               | Bucki · Damian Kowalski                       | Michał Graczyk                               | 3:37           |
| 13.            | „Ecstasy” (gościnnie Wac Toja)                     | Bucki · Osiecki                               | FANTØM · Michał Graczyk                      | 3:20           |
| 14.            | „94” (gościnnie Kizo i Szpaku)                     | Bucki · Woziński · Mateusz Szpakowski         | 2K · Michał Graczyk                          | 3:57           |
| 15.            | „Twarze” (gościnnie Skip)                          | Bucki · Skip                                  | Michał Graczyk                               | 4:00           |
| 16.            | „Biznes”                                           | Bucki                                         | SHDØW · Michał Graczyk                       | 4:19           |
| 17.            | „Pesto” (gościnnie Dryja)                          | Bucki · Dryja                                 | 2K · Michał Graczyk                          | 2:35           |
|                |                                                    |                                               |                                              | 57:04          |

| Płyta kompaktowa (CD) oraz edycja na Tidal | Płyta kompaktowa (CD) oraz edycja na Tidal         | Płyta kompaktowa (CD) oraz edycja na Tidal    | Płyta kompaktowa (CD) oraz edycja na Tidal   | Płyta kompaktowa (CD) oraz edycja na Tidal |
| Nr                                         | Tytuł utworu                                       | Tekst                                         | Produkcja                                    | Długość                                    |
| ------------------------------------------ | -------------------------------------------------- | --------------------------------------------- | -------------------------------------------- | ------------------------------------------ |
| 1.                                         | „Rainman” (gościnnie Tede i Trill Pem)             | Tymoteusz Bucki · Jacek Graniecki · Trill Pem | 2K · Michał Graczyk                          | 3:46                                       |
| 2.                                         | „JestemTymek”                                      | Bucki                                         | FANTØM · Michał Graczyk                      | 2:25                                       |
| 3.                                         | „Radość” (gościnnie Nabo Nassib Fonabo)            | Bucki · Nabo Nassib Fonabo                    | Hubi · Michał Graczyk                        | 3:07                                       |
| 4.                                         | „Kłapią gębą” (gościnnie FLEXLIKEKEV i Qry)        | Bucki · FLEXLIKEKEV · Qry                     | FANTØM · Michał Graczyk                      | 3:57                                       |
| 5.                                         | „Wokół cieni” (gościnnie Wac Toja i Oki)           | Bucki · Wacław Osiecki · Oskar Kamiński       | FANTØM · Michał Graczyk                      | 3:18                                       |
| 6.                                         | „Diamentowe serca” (gościnnie Stamir i Kizo)       | Bucki · Stamir · Patryk Woziński              | 2K · Michał Graczyk                          | 3:57                                       |
| 7.                                         | „Dziwoląg” (gościnnie Holak)                       | Bucki · Mateusz Holak                         | Augustyn · Michał Graczyk                    | 3:21                                       |
| 8.                                         | „Jednym wózkiem”                                   | Bucki                                         | Przemysław Popławski · Lema · Michał Graczyk | 1:44                                       |
| 9.                                         | „Anioły i demony” (gościnnie Big Scythe i Deys)    | Bucki · Big Scythe · Dawid Czerwiak           | FANTØM · Michał Graczyk                      | 3:31                                       |
| 10.                                        | „Milion” (gościnnie PlanBe i Oki)                  | Bucki · Bartosz Krupa · Kamiński              | 2K · Michał Graczyk                          | 3:15                                       |
| 11.                                        | „Ciągle w trasie” (gościnnie Wac Toja i Trill Pem) | Bucki · Osiecki · Trill Pem                   | 2latefor · Michał Graczyk                    | 3:02                                       |
| 12.                                        | „Nieśmiertelność” (gościnnie Bonson)               | Bucki · Damian Kowalski                       | Michał Graczyk                               | 3:37                                       |
| 13.                                        | „Ecstasy” (gościnnie Wac Toja)                     | Bucki · Osiecki                               | FANTØM · Michał Graczyk                      | 3:19                                       |
| 14.                                        | „94” (gościnnie Kizo i Szpaku)                     | Bucki · Woziński · Mateusz Szpakowski         | 2K · Michał Graczyk                          | 3:57                                       |
| 15.                                        | „Twarze” (gościnnie Skip)                          | Bucki · Skip                                  | Michał Graczyk                               | 4:00                                       |
| 16.                                        | „Valentino” (gościnnie Ecnavelo)                   | Bucki · Ecnavelo                              | 2K · Michał Graczyk                          | 3:40                                       |
| 17.                                        | „Biznes”                                           | Bucki                                         | SHDØW · Michał Graczyk                       | 4:19                                       |
| 18.                                        | „Pesto” (gościnnie Dryja)                          | Bucki · Dryja                                 | 2K · Michał Graczyk                          | 2:54                                       |
|                                            |                                                    |                                               |                                              | 1:01:09                                    |

## Sprzedaż

### Pozycje w notowaniach OLiS
OLiS jest ogólnopolskim notowaniem, tworzonym przez agencję TNS Polska na podstawie sprzedaży albumów muzycznych na nośnikach fizycznych (nie uwzględnia zatem informacji o pobraniach w formacie digital download czy odtworzeniach w serwisach streamingowych).
| Tydzień | 1     | 2     | 3     | 4     | 5     | 6      | 7      | 8      | 9      | 10     | 11     | 12     | 13     | 14 |
| ------- | ----- | ----- | ----- | ----- | ----- | ------ | ------ | ------ | ------ | ------ | ------ | ------ | ------ | -- |
| Pozycja | 2     | 8     | 15    | 20    | 10    | 49     | 11     | 22     | 41     | 47     | 25     | 22     | 25     |    |
| Źródło  | [ 5 ] | [ 6 ] | [ 7 ] | [ 8 ] | [ 9 ] | [ 10 ] | [ 11 ] | [ 12 ] | [ 13 ] | [ 14 ] | [ 15 ] | [ 16 ] | [ 17 ] |    |

### Certyfikaty ZPAV
Certyfikaty sprzedaży są wystawiane przez Związek Producentów Audio-Video za osiągnięcie określonej liczby sprzedanych egzemplarzy, obliczanej na podstawie kupionych kopii fizycznych i cyfrowych, a także odtworzeń w serwisach streamingowych.
| Certyfikat      | Liczba egzemplarzy | Data            |        |
| --------------- | ------------------ | --------------- | ------ |
| platynowa płyta | 30 000             | 17 czerwca 2020 | [ 19 ] |

| Miesiąc     | Pozycja |
| ----------- | ------- |
| Marzec 2020 | 5       |

| Rok  | Pozycja |
| ---- | ------- |
| 2020 | 41      |

## Historia wydania
| Data          | Format                       | Wytwórnia    |        |
| ------------- | ---------------------------- | ------------ | ------ |
| 19 marca 2020 | streaming · digital download | Fresh N Dope | [ 22 ] |
| 20 marca 2020 | CD                           | My Music     | [ 2 ]  |

## Personel
Za powstanie albumu odpowiedzialne są następujące osoby:

- Tymoteusz Bucki – słowa, rap
- Michał Graczyk – produkcja wszystkich utworów
- EnZU & Grrracz – miksowanie, mastering
- Tede – gościnnie w utworze „Rainman”
- Trill Pem – gościnnie w utworze „Rainman” i „Ciągle w trasie”
- Nabo Nassib Fonabo – gościnnie w utworze „Radość”
- FLEXLIKEKEV – gościnnie w utworze „Kłapią gębą”
- Qry – gościnnie w utworze „Kłapią gębą”
- Oki – gościnnie w utworze „Wokół cieni” i „Milion”
- Wac Toja – gościnnie w utworze „Wokół cieni”, „Ciągle w trasie” i „Ecstasy”
- Kizo – gościnnie w utworze „Diamentowe serca” i „94”
- Stamir – gościnnie w utworze „Diamentowe serca”
- Holak – gościnnie w utworze „Dziwoląg”
- Big Scythe – gościnnie w utworze „Anioły i demony”
- Deys – gościnnie w utworze „Anioły i demony”
- PlanBe – gościnnie w utworze „Milion”
- Bonson – gościnnie w utworze „Nieśmiertelność”
- Szpaku – gościnnie w utworze „94”
- Skip – gościnnie w utworze „Twarze”
- Ecnavelo – gościnnie w utworze „Valentino”
- Dryja – gościnnie w utworze „Pesto”
- Kamil „2K” Kasprowiak – produkcja utworów „Rainman”, „Diamentowe serca”, „Milion”, „94”, „Valentino” i „Pesto”
- FANTØM – produkcja utworów „JestemTymek”, „Kłapią gębą”, „Wokół cieni”, „Anioły i  demony” i „Ecstasy”
- Hubi – produkcja utworu „Radość”
- Augustyn – produkcja utworu „Dziwoląg”
- Lema – produkcja utworu „Jednym wózkiem”
- Przemysław Popławski – produkcja utworu „Jednym wózkiem”
- 2latefor – produkcja utworu „Ciągle w trasie”
- SHDØW – produkcja utworu „Biznes”